# Paspalum difforme
Paspalum difforme är en gräsart som beskrevs av J.Le Conte. Paspalum difforme ingår i släktet tvillinghirser, och familjen gräs. Inga underarter finns listade i Catalogue of Life.